# Jardin shakespearien
Un jardin shakespearien ou jardin de Shakespeare est un type de jardin à thème, qui cultive tout ou partie des 175 plantes mentionnées dans les œuvres de William Shakespeare. Dans les pays anglophones, notamment aux États-Unis, ces jardins sont souvent publics, rattachés à des parcs, des universités ou des festivals dédiés à Shakespeare. Ils sont à la fois des lieux de culture, d’enseignement, de promenade romantique, et parfois de cérémonies de mariage en plein air.
Des citations shakespeariennes sont généralement apposées à proximité des plantes. Un jardin shakespearien regroupe souvent plusieurs dizaines d’espèces, présentées dans un foisonnement végétal ou selon une organisation géométrique délimitée par des bordures de buis. On y trouve fréquemment des allées, des bancs, ainsi qu’un buste de Shakespeare conçu pour résister aux intempéries. Certains jardins sont situés près de bâtiments d’architecture élisabéthaine. D’autres accueillent également des espèces végétales typiques de l’époque, même si elles ne sont pas directement mentionnées dans les textes de Shakespeare.

## Shakespeare
En janvier ou février 1631, Sir Thomas Temple, 1er baronnet de Stowe (en), souhaitait envoyer un domestique prélever des boutures de vignes provenant de la maison de New Place, la demeure où Shakespeare prit sa retraite. Toutefois, sa lettre conservée ne mentionne aucun lien avec Shakespeare : il connaissait la qualité de ces vignes par sa belle-sœur, qui vivait à proximité.
L’intérêt pour les fleurs mentionnées par Shakespeare renaît au XIXe siècle, parallèlement au regain du jardinage floral au Royaume-Uni. Parmi les premiers travaux littéraires et botaniques sur le sujet, on peut citer Flowers from Stratford-on-Avon de Paul Jerrard (1852), ainsi que les ouvrages de J. Harvey Bloom (Shakespeare’s Garden, 1903) et F. G. Savage (The Flora and Folk Lore of Shakespeare, 1923).
Un petit arboretum d’environ quarante arbres mentionnés dans les œuvres de Shakespeare a été planté en 1988 à proximité du jardin du cottage d’Anne Hathaway à Shottery, près de Stratford-upon-Avon. Ce site propose également une cabane en osier vivante inspirée par une réplique de Twelfth Night, ainsi qu’un labyrinthe de ifs. Un banc sonore permet d’écouter des sonnets enregistrés par des acteurs célèbres.

## New Place, Stratford-upon-Avon

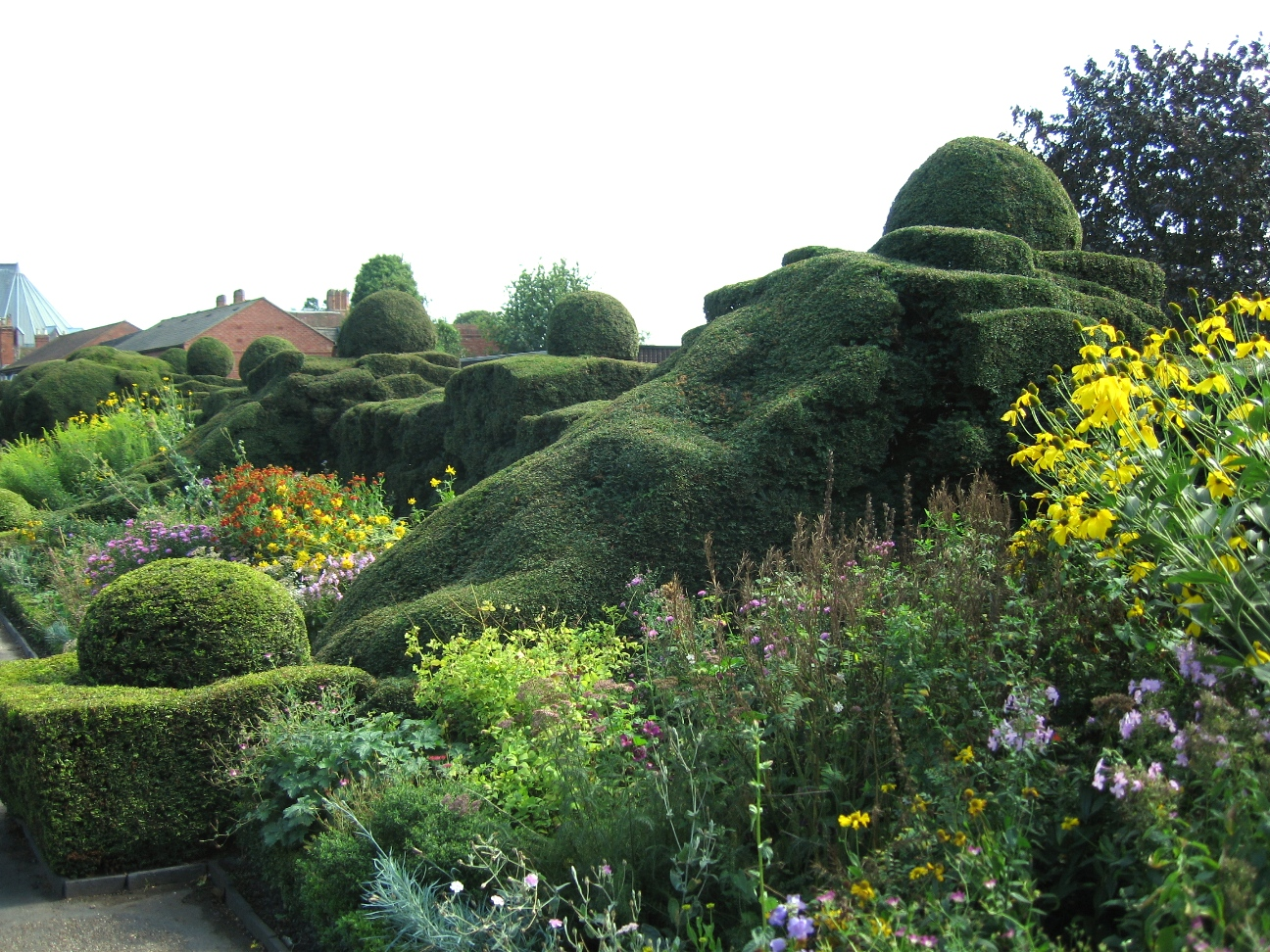
Jardins de New Place, à Stratford-upon-Avon

Le principal jardin shakespearien est celui imaginé et reconstitué dans les années 1920 par Ernest Law (en) à New Place, à Stratford-upon-Avon. Il s’inspira d’une gravure extraite de The Gardiners Labyrinth de Thomas Hill (Londres, 1586), affirmant lors de la présentation du projet dans la presse qu’il s’agissait d’« un livre que Shakespeare avait certainement consulté pour concevoir son propre knot garden (en) ». La même illustration servit plus tard à la conception du Queen’s Garden derrière le Kew Palace en 1969.
Son ouvrage Shakespeare’s Garden, Stratford-upon-Avon (1922), illustré de photographies, montre des parcelles quadrillées bordées de végétaux taillés verts et gris, avec au centre des rosiers élevés en tige. Ce modèle influença la création de nombreux jardins shakespearien dans les années 1920 et 1930. Aux États-Unis, Esther Singleton publia également The Shakespeare Garden (New York, 1931), qui fit connaître cette esthétique.
Les compositions florales de Singleton et de Law s’inspiraient en partie de l’esthétique foisonnante et sentimentale du Cottage garden, une tradition en partie recréée à la fin du XIXe siècle. Il fallut attendre les années 1970 pour que les reconstitutions de jardins historiques cherchent à respecter fidèlement les plantes d’époque, notamment grâce aux initiatives du National Trust, qui rénova le jardin en nœud de Little Moreton Hall dans le Cheshire, ainsi que le parterre de Hampton Court Palace en 1977.

## Évolutions récentes
Les codes du jardin shakespearien étaient suffisamment bien établis dans les années 1920 pour que l’écrivain Edward Frederic Benson ouvre son roman Mapp and Lucia (en) (1931) dans le jardin de Perdita, à Riseholme, une veuve qui entretient un petit espace floral entièrement composé de plantes mentionnées dans Le Conte d’hiver.

« Le jardin de Perdita mérite quelques mots d’explication. C’était un petit carré charmant, devant la façade à colombages du Hurst, entouré de haies d’ifs, traversé de sentiers en pavés irréguliers couverts de sedum, menant à un cadran solaire élisabéthain en provenance de Wardour Street. Il resplendissait au printemps des fleurs (et d’aucune autre) que Perdita chérissait. On y trouvait des « violettes fanées », des primevères et des jonquilles, « qui devancent l’hirondelle et prennent les vents avec grâce ». »

## La flore chez Shakespeare
Shakespeare a grandi dans une petite ville entourée de jardins, de prés, de forêts et de rivières. Ses références aux arbres, herbes, fleurs et plantes de potager sont justes du point de vue botanique et constituent une source précieuse sur les usages floraux à l’époque élisabéthaine.
Les navires anglais, explorant le Nouveau Monde, rapportaient aussi de nouvelles espèces, qui rejoignaient les plantes cultivées dans les domaines ou près des maisons. Les élisabéthains attribuaient souvent une signification symbolique aux plantes, comme le montre le discours d’Ophélie dans Hamlet. Shakespeare utilise les plantes pour exprimer des émotions, dessiner des personnages, introduire des références politiques implicites, ou moduler le ton de ses scènes.